# Nohfelden
Nohfelden è un comune tedesco di 9 826 abitanti, situato nel land della Saarland.
Il territorio comunale è bagnato dal fiume Nahe, affluente diretto del Reno.